# Уфингтонски бели коњ (брдо)
51° 34′ 39″ N 1° 34′ 00″ W / 51.57750° С; 1.56667° З
Уфингтонски бели коњ (енгл. Uffington White Horse) је високо стилозовано праисторијско брдо. Брдо је дугачко 110 метара. На брду постоји чудни дубоки ров који изгледа као коњ. Тај ров је испуњен белом кредом. Брдо је удаљено око 8 километара од града Фарингдон а око 2,5 km од села Уфингтон.

## Историја
Фигура која сличи на коња вероватно датира из гвозденог доба (800. п. н. е. - 100.) или из касног бронзаног доба (1000. п. н. е. - 700. п. н. е.). Ову теорију су научници донели још пре 1990. године. Због сличности ове фигуре коњу, претпоставља се да је то стил келтске уметности.

## Заштита
Од краја 19. века је бели коњ заштићиван, и то сваких седам година, када је његова реновација саставни део свечаности које се врше на брду. Уколико ова силуета не би била одржавана и превилно чишћена постајала би невидљивија, јер би ппостепено зарасла у вегетацији.
Данас је ово одржавање успомене под заштитом непрофитабилне организације Енглиш херитеиџ.